# Grand Prix Polski w pétanque
Grand Prix Polski w pétanque – międzynarodowa impreza pétanque organizowana w Katowicach na ulicy Mariackiej. Rozgrywki w jej ramach odbywają się w konkurencji tripletów w formule zamkniętej, systemem grupowym w dwu fazach.
Rozgrywki przewidziane są dla 32 drużyny:
- 20 najlepszych drużyn z Polski wyłonionych zostaje na podstawie wyników w danym sezonie. Brane jest pod uwagę osiem największych turniejów tripletów organizowanych pod patronatem Polskiej Federacji Petanque. Występ zagwarantowany mają zwycięzcy takich imprez jak Puchar Polski w pétanque, Centrope Cup (edycja Polska), Międzynarodowy Festiwal Pétanque (Jedlina-Zdrój, Gdańsk, Żywiec) i zwycięzcy trzech rund eliminacji Mistrzostw Polski Seniorów. Pozostałe miejsca ustalane są na podstawie tabeli po trzeciej rundzie eliminacji MPS.
- 8 drużyn z krajów zaproszonych przez organizatorów. Drużyny pochodzą z kręgu Centrope Cup i spoza niego czyli z takich krajów jak Białoruś, Czechy, Litwa, Estonia, Finlandia, Niemcy, Słowacja, Ukraina.
- 4 drużyny z dziką kartą do dyspozycji organizatorów.

## 2012
Organizatorami pierwszego Grand Prix Polski byli: miasto Katowice, Stowarzyszenie Domu Miasta Saint-Etienne i Śląski Klub Petanque "Carbon". Miejscem rozgrywania turnieju była ulica Mariacka w Katowicach. Turniej miał miejsce w dniach 25-26 sierpnia 2012 roku.
W rozgrywkach wzięło udział 31 drużyn (jedna z drużyn zrezygnowała z uczestnictwa z powodów osobistych). 26 drużyn z Polski i pięć z zagranicy - Białoruś, Czechy (dwie drużyny), Słowacja, Ukraina.